# محمد عمری
محمد عمری (زادهٔ ۲۱ اسفند ۱۳۷۸) یک بازیکن فوتبال اهل ایران است که در پست وینگر برای باشگاه فوتبال پرسپولیس در لیگ برتر خلیج فارس بازی می‌کند.

## دوران باشگاهی

### پرسپولیس

#### فصل ۲۱–۲۰۲۰
وی فوتبال خود را از آکادمی باشگاه پرسپولیس آغاز کرده‌است.
عمری در سال ۲۰۲۰ با نظر یحیی گل محمدی به‌دلیل درخشش در جوانان پرسپولیس و حضور در کورس برترین گلزنان لیگ برتر جوانان به تمرینات تیم بزرگسالان پرسپولیس اضافه شد.

#### فصل ۲۲–۲۰۲۱
در ۱۳ ژانویه ۲۰۲۲؛ او اولین بازی خود را برای بزرگسالان در برد خانگی ۱–۰ مقابل فجرسپاسی در لیگ انجام داد. جایی که در دقیقه ۸۱ به جای سیامک نعمتی به‌عنوان بازیکن تعویضی به میدان رفت. وی در بازی عملکرد خوبی داشت و در یک صحنه چند بازیکن فجر سپاسی را دریبل زد. وی در دومین بازی خود مقابل صنعت نفت آبادان در ۶ مارس ۲۰۲۲ در دقیقهٔ ۷۱ به‌جای علی شجاعی به بازی آمد.
در ۲۱ فوریه ۲۰۲۲؛ با توجه به رضایت کادرفنی از عملکرد وی، با اعلام رسمی سایت باشگاه پرسپولیس، قرارداد وی به مدت ۵ سال تا سال ۲۰۲۷ با این باشگاه تمدید شد.

#### فصل ۲۳–۲۰۲۲
در ۳۱ دسامبر ۲۰۲۲؛ عمری اولین گلش را برای پرسپولیس در هفته چهاردهم لیگ برتر در پیروزی ۲–۰ خارج از خانه مقابل گل‌گهر با یک شوت از پشت محوطه جریمه به ثمر رساند. عمری با عملکرد قابل قبولی که در هفته چهاردهم مقابل گل‌گهر داشت در تیم منتخب این هفته قرار گرفت. در هفته پانزدهم لیگ برتر در برد خانگی ۵–۱ پرسپولیس مقابل نساجی، عمری با زدن دو گل در نیمه اول این بازی، دبل کرد. عمری با عملکرد خوبی که در هفته پانزدهم مقابل تیم نساجی داشت، برای دومین هفته متوالی در تیم منتخب هفته قرار گرفت.

"مغرور نشو به تلاشت ادامه بده، حرفه‌ای باش تا اسیر حاشیه نشوی."

—توصیه یحیی گل‌محمدی سرمربی پرسپولیس به عمری پس از درخشش در ۲ بازی اخیر، ژانویه ۲۰۲۳.
در ۱۰ ژانویه ۲۰۲۳؛ پرسپولیس در مسابقه‌ای در چارچوب مسابقات جام حذفی به مقابل ون‌پارس رفت که این بازی تا دقیقه ۹۰ با نتیجه ۲–۲ به پایان رسید. عمری با گرفتن یک پنالتی در تساوی پرسپولیس تأثیر گذار بود. این بازی با همین نتیجه به پنالتی‌ها رفت که عمری با ثمر رساندن آخرین پنالتی پرسپولیس موجب صعود این تیم به مرحلهٔ بعد شد. در ۲۲ فوریهٔ ۲۰۲۳؛ پرسپولیس در برد ۴–۲ مقابل سپاهان در مسابقات جام حذفی، عمری یک پنالتی گرفت که با ضربهٔ گولسیانی تبدیل به گل شد.
در ۵ مارس ۲۰۲۳؛ پرسپولیس در برد ۳–۲ در مقابل تراکتور در لیگ برتر، عمری با زدن گل اول بازی و دادن پاس‌گل، گل دوم در پیروزی پرسپولیس تأثیرگذار بود.
عمری با پرسپولیس توانست در فصل ۲۳–۲۰۲۲ فوتبال ایران، سه‌گانه قهرمانی (قهرمان لیگ برتر، قهرمان جام حذفی، قهرمان سوپرجام) را کسب کند.

## زندگی شخصی
وی اهل ارومیه در آذربایجان غربی است و از کورد های آذربایجان غربی میباشد و مسلمان و پیرو مذهب تسنن است.

## آمار

### باشگاهی
| باشگاه         | لیگ            | فصل            | لیگ برتر | لیگ برتر | جام حذفی | جام حذفی | آسیا | آسیا | سوپر جام | سوپر جام | مجموع | مجموع |
| باشگاه         | لیگ            | فصل            | بازی     | گل       | بازی     | گل       | بازی | گل   | بازی     | گل       | بازی  | گل    |
| -------------- | -------------- | -------------- | -------- | -------- | -------- | -------- | ---- | ---- | -------- | -------- | ----- | ----- |
| پرسپولیس       | لیگ برتر       | ۰۱–۱۴۰۰        | ۳        | ۰        | ۱        | ۰        | –    | –    | –        | –        | ۴     | ۰     |
| پرسپولیس       | لیگ برتر       | ۰۲–۱۴۰۱        | ۲۶       | ۴        | ۴        | ۰        | –    | –    | –        | –        | ۳۰    | ۴     |
| پرسپولیس       | لیگ برتر       | ۰۳–۱۴۰۲        | ۱۴       | ۱        | ۰        | ۰        | ۵    | ۰    | –        | –        | ۱۹    | ۱     |
| مجموع پرسپولیس | مجموع پرسپولیس | مجموع پرسپولیس | ۴۳       | ۵        | ۵        | ۰        | ۵    | ۰    | ۰        | ۰        | ۵۳    | ۵     |
| ملوان (قرضی)   | لیگ برتر       | ۰۳–۱۴۰۲        | ۱۴       | ۱        | ۳        | ۱        | –    | –    | –        | –        | ۱۷    | ۲     |
| ملوان (قرضی)   | لیگ برتر       | ۰۴–۱۴۰۳        | ۲۳       | ۲        | ۵        | ۲        | –    | –    | –        | –        | ۲۸    | ۴     |
| مجموع ملوان    | مجموع ملوان    | مجموع ملوان    | ۳۷       | ۳        | ۸        | ۳        | –    | –    | –        | –        | ۴۵    | ۶     |
| مجموع آمار     | مجموع آمار     | مجموع آمار     | ۸۰       | ۸        | ۱۳       | ۳        | ۵    | ۰    | ۰        | ۰        | ۹۸    | ۱۱    |

## افتخارات

### باشگاهی

#### پرسپولیس
- لیگ برتر خلیج فارس (۲): ۱۴۰۰–۱۳۹۹، ۱۴۰۲–۱۴۰۱؛ نایب‌قهرمان (۱): ۱۴۰۱–۱۴۰۰
- سوپر جام ایران (۲): ۱۳۹۹، ۱۴۰۲؛ نایب‌قهرمان (۱): ۱۴۰۰
- جام حذفی ایران  (۱): ۱۴۰۲–۱۴۰۱

### فردی
- تیم منتخب بازیکنان زیر ۲۵ سال فصل ۱۴۰۲–۱۴۰۱ لیگ برتر[۱۳]